# Lishizhenite
La lishizhenite è un minerale.